# Prínia muntanyenca
La prínia muntanyenca (Prinia superciliaris) és una espècie d'ocell passeriforme del gènere prinia que pertany a la família Cisticolidae pròpia del sud-est asiàtic.
Anteriorment es considerava coespecífica de la prínia gorjanegra.

## Distribució
Es troba distribuïda per les muntanyes des del nord-est de l'Índia i l'est de Myanmar fins al sud de la Xina, Indoxina, la península malaia i l'oest de Sumatra.